# Gian Giorgio Trissino
Gian Giorgio Trissino (ur. 8 lipca 1478 w Vicenzy, zm. 8 grudnia 1550 w Rzymie) – poeta włoski okresu renesansu.

## Życiorys
Gian Giorgio Trissino urodził się 8 lipca 1478 w Vicenzy, która była częścią Rzeczypospolitej Weneckiej. W młodości studiował grekę w Mediolanie i filozofię w Ferrarze. Należał też do kręgu Niccolò Machiavellego we Florencji. Następnie osiedlił się w Rzymie, gdzie służył papieżom, Leonowi X i Klemensowi VII. Zmarł w Rzymie 8 grudnia 1550.

## Twórczość
Gian Giorgio Trissino zasłynął jako autor tragedii Sofonisba, będącej pierwszą renesansową sztuką zbudowaną zgodnie z klasycznymi zasadami dramatu antycznego. Sztuka ta została napisana w latach 1514–1515. Opublikowana była w 1524, natomiast wystawiona po raz pierwszy w 1562. Opowiadała epizod z wojen punickich i była oparta na relacji Liwiusza. Autor zastosował w niej wiersz biały. Oprócz tego napisał epos L’Italia liberata dai Goti w dwudziestu siedmiu księgach, traktujący o wojnie Justyniana z Ostrogotami. Również ten utwór został napisany białym wierszem (endecasillabo, czyli jedenastozgłoskowcem). Poza tym autor zajmował się zagadnieniami ortografii włoskiej.